# The Second Maiden's Tragedy
The Second Maiden's Tragedy é uma peça de teatro jacobina que sobreviveu em manuscrito. Foi escrita por volta de 1611, e encenada no mesmo ano pelos The King's Men. O manuscrito que sobreviveu é uma cópia que passou pela censura, e por isso há notas e anulações no documento. O manuscrito foi adquirido, e não impresso, pelo editor Humphrey Moseley depois do fechamento de teatros em 1642. Em 1807, o manuscrito foi comprado pelo Museu Britânico.

## Título
O título original da peça é desconhecido. O manuscrito não tem um título, e o censor, George Buc, adicionou uma nota no início: "This second Maiden's Tragedy (for it hath no name inscribed)...", que, em português, seria como "Esta é a second Maiden's Tragedy (for it hath no name inscribed)...". Buc comparou a peça à de Beaumont e Fletcher, intitulada The Maid's Tragedy. O comentário de Buc confundiu no século XVII o dono do manuscrito, Humphrey Moseley, que listou a peça no Stationers' Register como The Maid's Tragedy, Parte 2. No entanto, o título de Buc permaneceu e a peça é geralmente referida como The Second Maiden's Tragedy.
Como quer que seja, certos autores recentes e até produtores teatrais têm manipulado este título mais usado segundo seus pontos de vista acerca do próprio enredo e das personagens .

## Autoria

### Thomas Middleton
A autoria da peça às vezes é contestada. No manuscrito, três atribuições, riscadas, fizeram com que no século XVII atribuissem primeiro a Thomas Goffe, então a William Shakespeare, e depois a George Chapman. Hoje, contudo, os estudiosos acreditam que o verdadeiro autor foi Thomas Middleton, como indicou as análises linguísticas, e as semelhanças com outras obras suas. Isto foi primeiramente publicado em baixo do nome de Middleton na antologia Four Jacobean Sex Tragedies (1998) de Martin Wiggins e consecutivamente em Collected Works (2007) de Middleton.

## Sinopse
O enredo é baseado numa narrativa de Cervantes (El Curioso IMpertinente, incluído em Don Quixote, parte I) e descrito como o trágico ensaio de ciúmes de um marido para testar a virtude de sua esposa por persuadir seu melhor amigo à seduzir ela.